# Rubus tacitus
Rubus tacitus är en rosväxtart som beskrevs av Matzke-hajek. Rubus tacitus ingår i släktet rubusar, och familjen rosväxter. Inga underarter finns listade i Catalogue of Life.